# Patton Village (California)
Patton Village è un census-designated place (CDP) degli Stati Uniti d'America situato in California, nella contea di Lassen.